# Gustav Eim

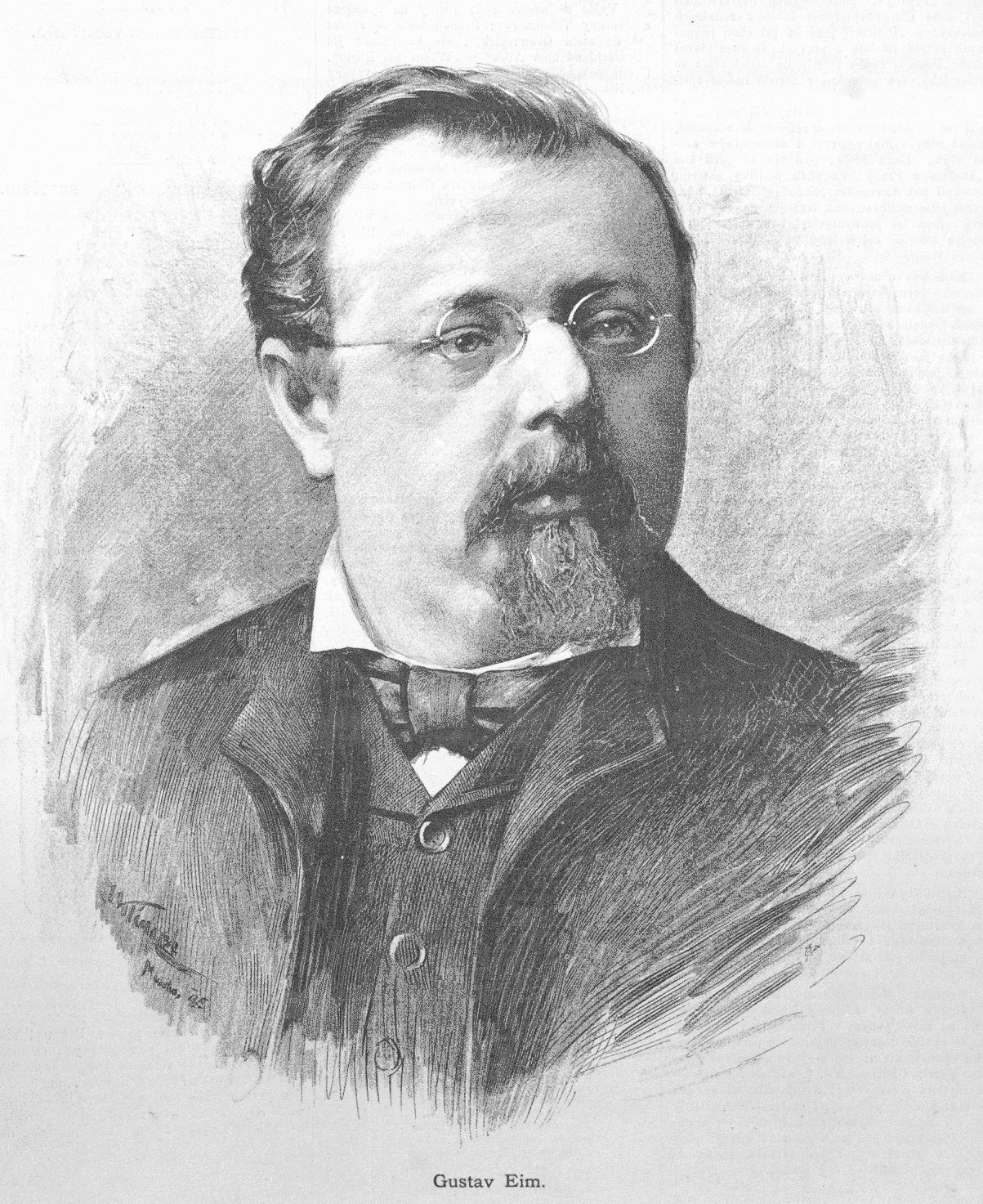
Gustav Eim (1882)

Gustav Eim (* 7. Oktober 1849 in Šťáhlavy bei Rokycany; † 7. Februar 1897 in Florenz) war ein böhmisch-tschechischer Journalist und Politiker.

## Leben
1874 war er Redakteur der Nationalblätter (Národní listy) und schrieb seit 1879 als Korrespondent in Wien und parlamentarischer Beobachter über die passive tschechische nationale Politik. 1891 wählte man ihn selbst in das Parlament, wo seine scharfe Feder und seine feurigen parlamentarischen Reden legendär wurden. Gemeinsam mit Josef Kaizl und Karel Kramář verkörperte er in den neunziger Jahren den gemäßigten politischen Flügel der Jungtschechischen Partei, die eine weitere Zusammenarbeit mit der österreichischen Monarchie befürwortete.

## Person
J. Kaizl charakterisierte Eim mit den Worten: „Der geschickteste, weitsichtigste, menschliche Schwächen und Gedanken berechnende, praktische tschechische Politiker. Der raffinierteste Intrigant im großen Stil, persönlich unzugänglich und ehrlich“.

## Werke
Er gab eine Sammlung seiner erschienenen Artikel aus der Zeit von 1848 bis 1879 im Buch Über uns – für uns (O nás - pro nás) heraus.